# Landschaftsschutzgebiet Steltenberg, Oege

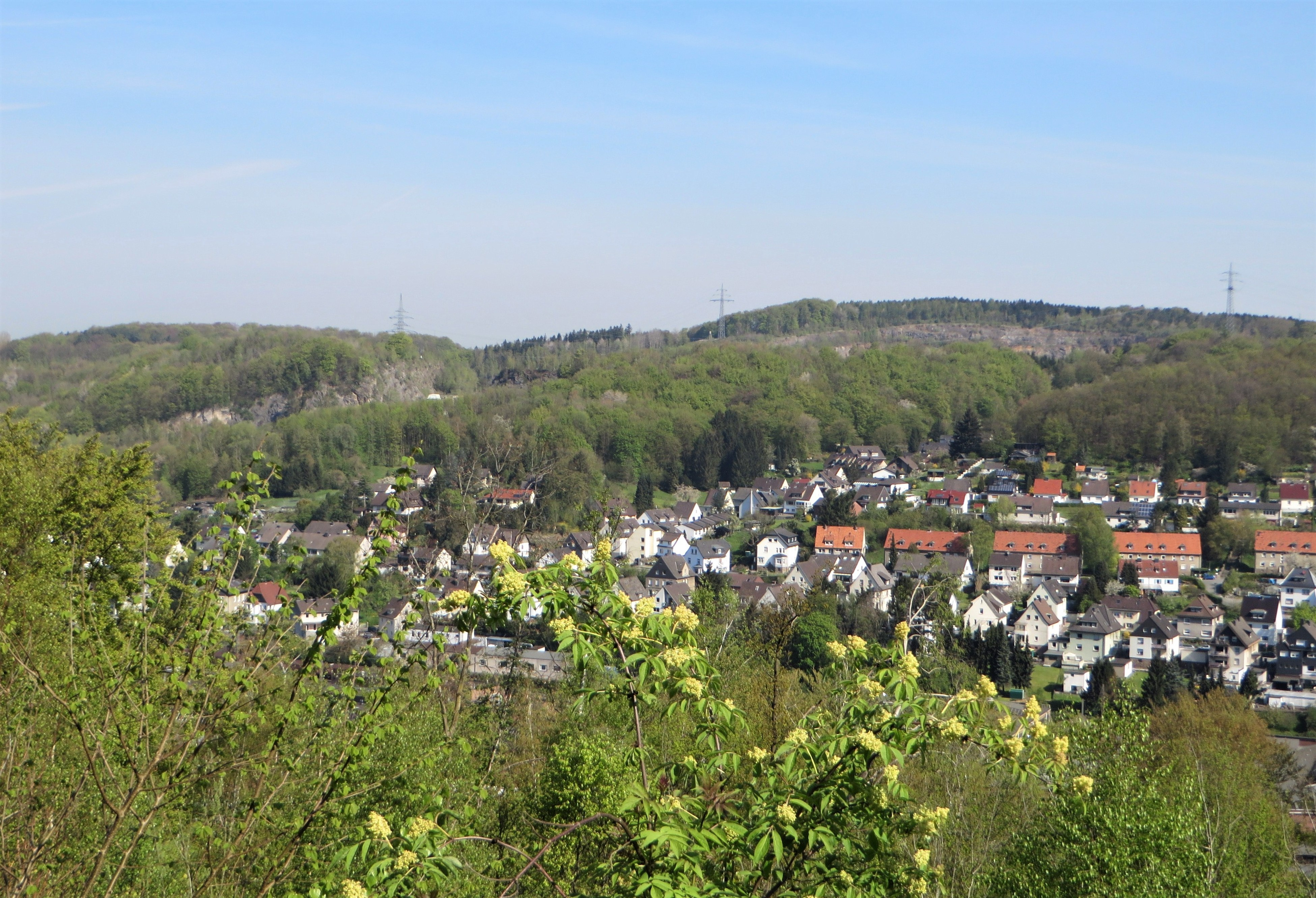
Landschaftsschutzgebiet Steltenberg, Oege oberhalb der Häuser

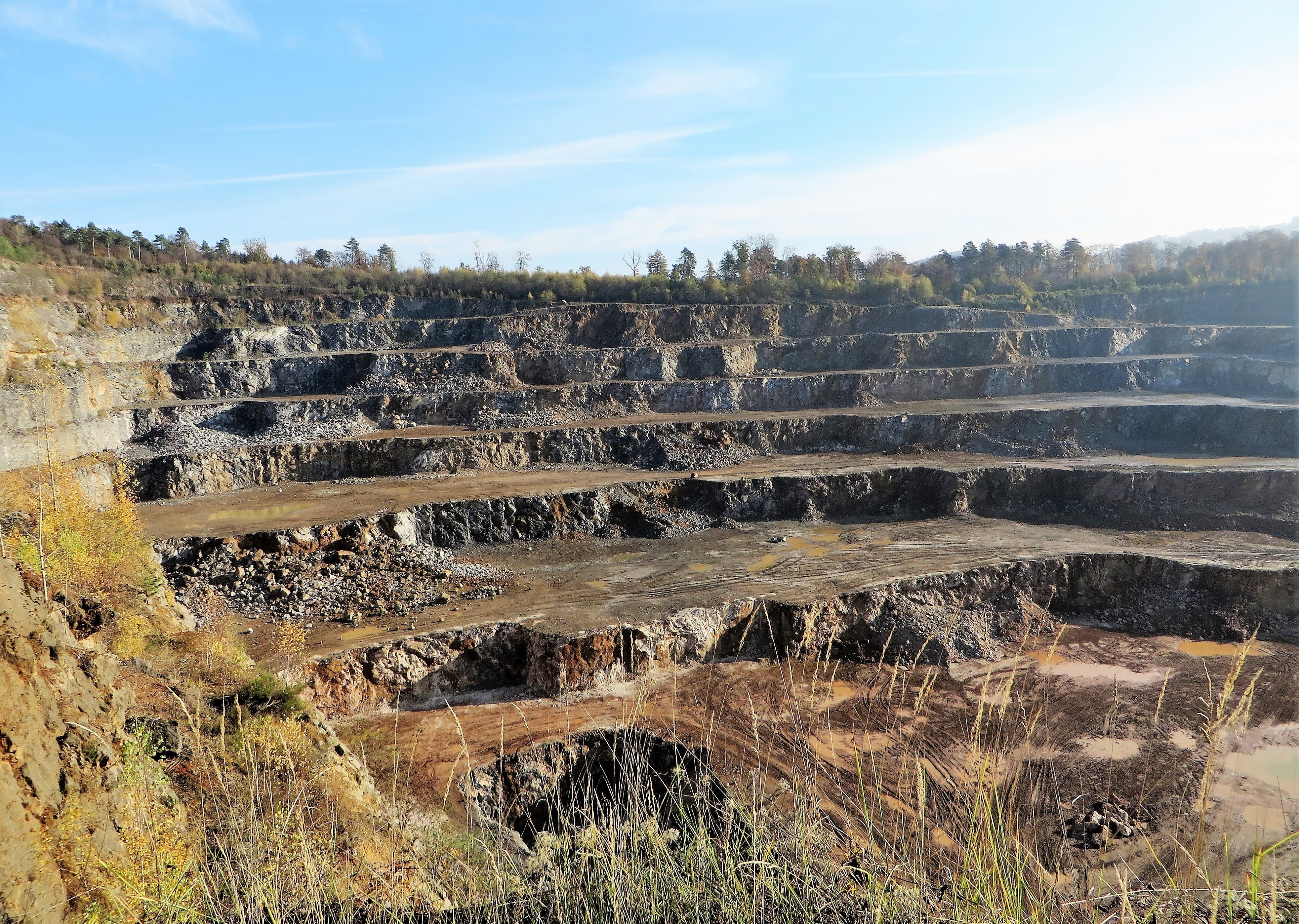
Steinbruch der Hohenlimburger Kalkwerke

Das Landschaftsschutzgebiet Steltenberg, Oege mit einer Flächengröße von 87,21 ha befindet sich auf dem Gebiet der kreisfreien Stadt Hagen in Nordrhein-Westfalen. Das Landschaftsschutzgebiet (LSG) liegt im Hagener Stadtteil Hohenlimburg. Das LSG wurde 1994 mit dem Landschaftsplan der Stadt Hagen vom Stadtrat von Hagen ausgewiesen. 

## Beschreibung
Das LSG besteht aus zwei Teilflächen. Die kleinere westliche Teilfläche ist ganz von der Bebauung umgeben. Die östliche Teilfläche grenzt im Nordwesten und Süden direkt an die Bebauung. An diese Teilfläche grenzt im Westen direkt das Naturschutzgebiet Steltenberg. Es geht im Osten bis zur Stadtgrenze nach Iserlohn im Märkischen Kreis (MK). Die Flächen im MK gehören zum Landschaftsschutzgebiet Iserlohn Typ A. Der Großteil des LSG ist der noch im Abbau befindliche Steinbruch der Hohenlimburger Kalkwerke. Wie eine Insel liegt der Geschützter Landschaftsbestandteil Steinbruch Steltenberg im LSG. Die Bereiche, welche nicht zum Steinbruch gehören, sind mit Wald bedeckt.

## Schutzzweck
Laut Landschaftsplan erfolgte die Ausweisung „wegen der Vielfalt, Eigenart und Schönheit des Landschaftsbildes insbesondere durch Sicherung und Entwicklung naturnaher Lebensräume im Zuge der Herrichtung des Steinbruches und wegen der besonderen Bedeutung des Waldgebietes für die auf Naturerlebnis ausgerichtete Erholungsnutzung“.